# Danny Masterson
Daniel Peter Masterson (Albertson, Nueva York, 13 de marzo de 1976) es un exactor y exDJ estadounidense, conocido por su papel como Steven Hyde en That '70s Show.
Masterson fue declarado culpable de abusar sexualmente de dos mujeres en mayo de 2023, y el 7 de septiembre de ese mismo año, fue sentenciado a cadena perpetua con posibilidad de libertad condicional después que cumpla 30 años en prisión.

## Primeros años
Masterson nació en Albertson, Nueva York, hijo de Carol (su mánager) y Peter Masterson, un agente de seguros. Sus padres se divorciaron en 1984. Tiene un hermano menor, Christopher Masterson. Sus otros hermanos, todos menores, son su medio hermano paterno Will Masterson; su medio hermano materno, Jordan Masterson y su medio hermana materna, Alanna Masterson.

## Carrera
Masterson ha interpretado a Justin en Cybill, Jimmy Girvin en Roseanne, Steven Hyde en That '70s Show, y ha hecho apariciones como invitado en Punk'd y MADtv. Es copropietario de Dolce, un restaurante que fundó con sus coprotagonistas de That '70s Show: Ashton Kutcher y Wilmer Valderrama, que también son sus amigos cercanos. Junto con Kutcher y Valderrama, fue coanfitrión del especial de Fox Woodstock 1999. Tuvo un papel en la comedia Yes Man del 2008.
Masterson frecuentemente es DJ en clubs de Los Ángeles, bajo el nombre de DJ Mom Jeans, anteriormente como DJ Donkey Punch. Tocó durante 2 horas en el festival Lollapalooza del 2008 en Chicago. Además fue coanfitrión junto a Brent Bolthouse de un programa de radio titulado Feel My Heat en Los Ángeles. El programa fue cancelado en octubre del 2008. Masterson actuó con Bijou Phillips, su novia en la vida real, en el drama The Bridge to Nowhere del 2009. En 2016 Masterson debutó como coprotagonista en la serie original de Netflix "The Ranch", junto a Ashton Kutcher, Debra Winger  y Sam Elliott

## Vida personal
Masterson es miembro de la Iglesia de la Cienciología. Una vez dijo: "He estado actuando desde los 4 años. Siempre he estado trabajando y siempre he estado en la Cienciología. Cada servicio de la Cienciología es algo que he añadido a mi caja de datos para la vida". En diciembre del 2005, ayudó a promover la gala de inauguración del museo de la cienciología "Psychiatry: An Industry of Death".
En 2009 se comprometió con Bijou Phillips, con quien estuvo en una relación desde 2005, y se casaron el 18 de octubre de 2011.
Masterson fue declarado culpable de abusar sexualmente de dos mujeres en su casa de Hollywood Hills entre 2001 y 2003, ambas exmiembros de la Iglesia de la Cienciología, en mayo de 2023; un tercer cargo quedó absuelto por el jurado. Masterson fue sentenciado el 7 de septiembre a «30 years to life», siendo esto una cadena perpetua con posibilidad de libertad condicional después de 30 años.
Phillips solicitó el divorcio el 18 de septiembre en Santa Bárbara, California. Al día siguiente, mediante una declaración a CNN, el abogado de Phillips, Peter Lauzon, dijo: «La Sra. Phillips ha decidido solicitar el divorcio de su marido durante este momento desafortunado. Su prioridad sigue siendo su hija, este período ha sido inimaginablemente duro para el matrimonio y la familia».

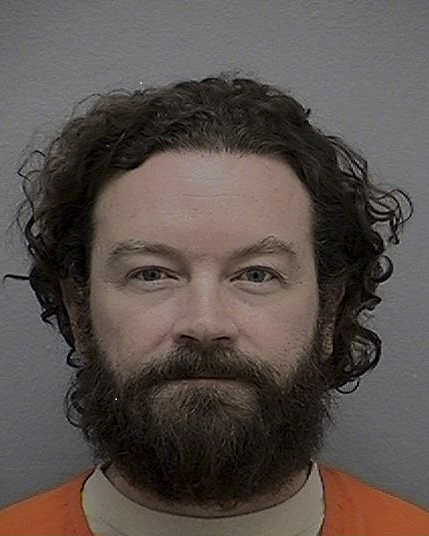
Foto policial de Masterson, tomada el 27 de diciembre de 2023.

Masterson fue admitido en la prisión estatal de North Kern el 27 de diciembre de 2023, y posteriormente fue trasladado a California Men's Colony en San Luis Obispo, donde actualmente reside.

## Filmografía

### Cine
| Año  | Película              | Personaje                          | Notas                  |
| ---- | --------------------- | ---------------------------------- | ---------------------- |
| 1993 | Beethoven's 2nd       | Seth                               |                        |
| 1995 | Bye Bye Love          | Mikey                              |                        |
| 1996 | Seduced By Madness    | Seth                               | Película de televisión |
| 1996 | Her Last Chance       | Ryan                               | Película de televisión |
| 1997 | Face/Off              | Karl                               |                        |
| 1997 | Trojan War            | Seth                               |                        |
| 1997 | Star Kid              | Kevin                              |                        |
| 1998 | Wild Horses           | Danny                              |                        |
| 1998 | The Faculty           |                                    |                        |
| 1999 | Dirt Merchant         | Dirt Merchant                      | Película independiente |
| 2000 | Dracula 2000          | Nightshade                         |                        |
| 2001 | Sex and a Girl        | Patrick                            | Película de televisión |
| 2001 | How to Make a Monster | Jeremy                             |                        |
| 2002 | Hip, Edgy, Sexy, Cool |                                    |                        |
| 2002 | Comic Book Villains   | Conan                              |                        |
| 2002 | Hold On               | Daniel Masterson                   | Cortometraje           |
| 2005 | Pancho's Pizza        |                                    | Cortometraje           |
| 2006 | Puff, Puff, Pass      | Larry                              |                        |
| 2007 | Smiley Face           | Steve                              |                        |
| 2007 | You Are Here          | Derek                              |                        |
| 2008 | Yes Man               | Rooney                             |                        |
| 2008 | The Brooklyn Heist    | Fitz                               |                        |
| 2009 | Wake                  | Shane                              | Película independiente |
| 2009 | Made for Each Other   | Morris "The Executioner" Rodríguez |                        |
| 2009 | The Bridge to Nowhere | Kevin                              | Película independiente |
| 2011 | The Chicago 8         | Jerry Rubin                        | Película independiente |
| 2012 | Alter Egos            | Jimmy                              |                        |
| 2012 | California Solo       | Paul                               | Película independiente |
| 2016 | Hot Bot               | Agente Koontz                      |                        |
| 2016 | Urge                  | Neal                               |                        |

### Televisión
| Año     | Serie              | Personaje                                 | Notas |
| ------- | ------------------ | ----------------------------------------- | --- |
| 1988    | Jake y el Gordo    | Butch                                     | Episodio: "After You're Gone"                                                                               |
| 1993    | Joe's Life         | Leo Gennaro                               | 11 episodios                                                                                                |
| 1994    | Roseanne           | Jimmy Phillips                            | Episodios: "Follow the Son", "Punch and Jimmy"                                                              |
| 1994-97 | NYPD Blue          | John                                      | Episodios: "Upstairs, Downstairs", "The Final Adjustment"                                                   |
| 1995    | Extreme            | Skeeter                                   | 7 episodes                                                                                                  |
| 1996    | American Gothic    | Ray                                       | Episodio: "Rebirth"                                                                                         |
| 1996    | Tracey Takes On... | King the Dog                              | Episodio: "Family"                                                                                          |
| 1996    | Party of Five      | Matt                                      | Episodios: "Spring Break: Part 1" "Spring Break: Part 2" "Altered States"                                   |
| 1996-98 | Cybill             | Justin Thorpe                             | 16 episodios                                                                                                |
| 1997    | Sliders            | Renfield                                  | Episodio: "Stoker"                                                                                          |
| 1998-06 | That '70s Show     | Steven Hyde                               | 200 episodios Teen Choice Awards (nominado-6) Young Artist Award (nominado) Young Hollywood Award (ganador) |
| 2001    | Grounded for Life  | Vince                                     | Episodio: "Baby You Can't Drive My Car"                                                                     |
| 2001    | Strange Frequency  | Randy                                     | Episodio: "Disco Inferno"                                                                                   |
| 2002-04 | MADtv              | Jon (en 2002), Abogado (en 2004)          | |
| 2003    | King of the Hill   | Cory (voz)                                | "Episode: Megalo Dale"                                                                                      |
| 2003    | Robot Chicken      | Steven Hyde (voz), Various (voice)        | Episodio: "Joint Point", "Gold Dust Gasoline"                                                               |
| 2003    | The Dead Zone      | Dr. Alex Conners                          | Episodio: "Vanguard"                                                                                        |
| 2005    | Entourage          | El mismo                                  | Episodio: "Aquamansion"                                                                                     |
| 2006    | Kim Possible       | Quinn (voz)                               | Episodio: "And the Mole-Rat Will Be CGI"                                                                    |
| 2011    | Playing With Guns  | Kelly                                     | |
| 2011    | Raising Hope       | verbalmente abusivo novio de Lucy Carlyle | Episodio "Don't Vote for This Episode"                                                                      |
| 2011    | White Collar       | James Roland                              | Episodio "Where There's A Will"                                                                             |
| 2012-14 | Men at Work        | Milo Foster                               | 30 episodios                                                                                                |
| 2012    | Supah Ninjas       | Limelight                                 | Episodio: "Limelight"                                                                                       |
| 2016-18 | The Ranch          | Jameson “Rooster” Bennett                 | 50 episodios                                                                                                |